# Саматцаї
Саматцаї (італ. Samatzai, сард. Samatzai) — муніципалітет в Італії, у регіоні Сардинія,  провінція Кальярі.
Саматцаї розташоване на відстані близько 400 км на південний захід від Рима, 31 км на північ від Кальярі.
Населення — 1720 осіб (2014).

## Демографія
Населення за роками:

Станом на 1 січня 2023 року в муніципалітеті офіційно проживало 17 іноземців з 9 країн, серед них 10 громадян країн Євросоюзу.

## Сусідні муніципалітети
- Барралі
- Донорі
- Гуазіла
- Нурамініс
- Піментель
- Серренті
- Уссана